# Ivan Iosifovič Suldin
Svatý Ivan Iosifovič Suldin (1880, Ardatovo – 14. ledna 1938, Kujbyšev) byl ruský duchovní Ruské pravoslavné církve, jerej a mučedník.

## Život
Narodil se roku 1880 ve vesnici Ardatovo Simbirské gubernie v rodině kněze Iosifa Suldina.
Roku 1902 dokončil Simbirský duchovní seminář a byl rukopoložen na jereje. Začal sloužit ve vesnicích Tomyševo a Novoje Tomyševo. Od roku 1917 sloužil jen ve vesnici Tomyševo.
V březnu 1920 byl jmenován duchovním chrámu svatého Eliáše v Syzrani
V letech 1923–1930 byl několikrát zatčen.
Roku 1931 ovdověl. Se svou manželkou měl šest dětí: Nikolaje, Arkadije, Juvenalije, Borise, Serafimu a Xenii.
Dne 21. února 1931 byl zatčen za protisovětskou aktivitu. Byl považován za člena a zakladatele monarchistické skupiny Istinnyje v Syzrani. Za to byl odsouzen na tři roky v pracovním táboře. Roku 1933 byl znovu zatčen a odsouzen ke třem letům vyhnanství v Severním kraji.
Dne 30. listopadu 1937 byl zatčen ve skupině kněží kolem biskupa Alexandra (Trapicyna) a 21. prosince 1937 jej Trojka NKVD odsoudila k trestu smrti zastřelením.
Rozsudek byl vykonán 14. ledna 1938. Spolu s ním byli zastřeleni biskup Alexandr a další kněží.
Dne 24. října 1989 byl rehabilitován prokurátorem Kujbyševské oblasti.

## Kanonizace
Dne 20. srpna 2000 ho Ruská pravoslavná církev svatořečila jako mučedníka a byl zařazen mezi Sbor všech novomučedníků a vyznavačů ruských.
Jeho svátek je připomínán 14. ledna (1. ledna – juliánský kalendář).